# Roy Scheider
Roy Richard Scheider (født 10. november 1932 i New Jersey, død 10. februar 2008 Little Rock, Arkansas) var en amerikansk skuespiller som er mest kendt for sin rolle som Chief Brody i filmene Dødens gab og Dødens gab 2 i 1970'erne.
Scheider filmdebuterede i 1964 i gyserfilmen The Curse of the Living Corpse. Af andre notable film han medvirkede i er The French Connection (1971), Marathon Man (1976), All That Jazz (1979), Blue Thunder (1984) og 2010 - Den anden rumrejse (1984) (som var en opfølger til Rumrejsen år 2001) og The Fourth War (1990).
Scheider blev nomineret til Oscar to gange, første gang i 1972 for sin indsats i The French Connection og anden gang i 1980 for sin indsats i All That Jazz.

## Filmografi
- The Curse of the Living Corpse (1964)
- Paper Lion (1968)
- Stiletto (1969)
- Puzzle of a Downfall Child (1969)
- Loving (1970)
- Klute (1971)
- The French Connection (1971)
- The Seven-Ups (1973)
- Dødens gab (1975)
- Marathonmanden (1976)
- Frygtens pris (1977)
- Dødens gab 2 (1978)
- Det sjette offer (1979)
- All That Jazz (1979)
- Still of the Night (1982)
- Blue Thunder (1983)
- Tiger Town (1983)
- 2010 - Den anden rumrejse (1984)
- The Men's Club (1986)
- Afpresning (1986)
- Cohen and Tate (1988)
- Listen to Me (1989)
- Night Game (1989)
- The Fourth War (1989)
- Det russiske hus (1990)
- Somebody has to Shoot the Picture (1990)
- Nøgen frokost (1991)
- Wild Justice (1993)
- seaQuest DSV (1993) (TV-serie)
- Romeo bløder (1994)
- The Peacekeeper (1996)
- Executive Target (1997)
- The Myth of Fingerprints (1997)
- The Rainmaker (1997)
- The Rage (1997)
- Evasive Action (1998)
- RKO 281 (1999)
- Falling Through (2000)
- Daybreak (2000)
- The Doorway (2000)
- Texas 46 (2002)
- Dracula II: Ascension (2003)
- The Punisher (2004)
- Dark Honeymoon (2007)
- The Poet (2007)
- Iron Cross (2007)

## Ekstern link
- Wikimedia Commons har flere filer relateret til Roy Scheider
- Roy Scheider på Internet Movie Database (engelsk)
- Roy Scheider på Filmdatabasen
- Roy Scheider på Scope
- Roy Scheider på Svensk Filmdatabas (svensk)
- Roy Scheider på AlloCiné (fransk)
- Roy Scheider på AllMovie (engelsk)
- Roy Scheider på Turner Classic Movies (engelsk)
- Roy Scheider på Rotten Tomatoes (engelsk)
- Roy Scheider på The Movie Database (engelsk)
- Roy Scheider på Internet Broadway Database (engelsk)
- Roy Scheider på Internet Broadway Database (engelsk)